# Julia Kirchmayr-Gosteli
Julia Kirchmayr-Gosteli (* 1967) ist eine Schweizer Politikerin (Grüne).

## Leben
Julia Kirchmayr-Gosteli wuchs in Basel auf und lebte von 1995 bis 2020 in Allschwil. Sie arbeitet als Lehrerin am Bildungszentrum kvBL. Kirchmayr-Gosteli ist Mutter von zwei erwachsenen Kindern und lebt in Aesch. Sie ist mit dem Grünen-Politiker Klaus Kirchmayr verheiratet.

## Politik
Julia Kirchmayr-Gosteli war Mitglied des Einwohnerrates (Legislative) von Allschwil.
2012 konnte Kirchmayr-Gosteli für den zurückgetretenen Simon Trinkler in den Landrat des Kantons Basel-Landschaft nachrücken, verpasste aber bei den Wahlen 2015 die Wiederwahl.
Bei den Landratswahlen 2019 wurde Julia Kirchmayr-Gosteli erneut in den Landrat gewählt. Sie ist Mitglied der Bildungs-, Kultur- und Sportkommission sowie der interparlamentarischen Geschäftsprüfungskommission Universitäts-Kinderspital beider Basel.
Julia Kirchmayr-Gosteli ist Vorstandsmitglied der Grünen Baselland und Präsidentin der Grünen Allschwil-Schönenbuch. Sie ist als Vertreterin der Konvente Vorstandsmitglied des Bildungszentrums kvBL.